# Course de côte Nice - La Turbie
La Course de côte Nice - La Turbie est une ancienne compétition automobile disputée fin-mars début-avril durant l'entre-deux-guerres (exceptionnellement début août en 1937 et 1938), inaugurant généralement la saison européenne de courses de côte et organisée par l'Automobile Club de Nice. Elle est créée par Paul Meyan.

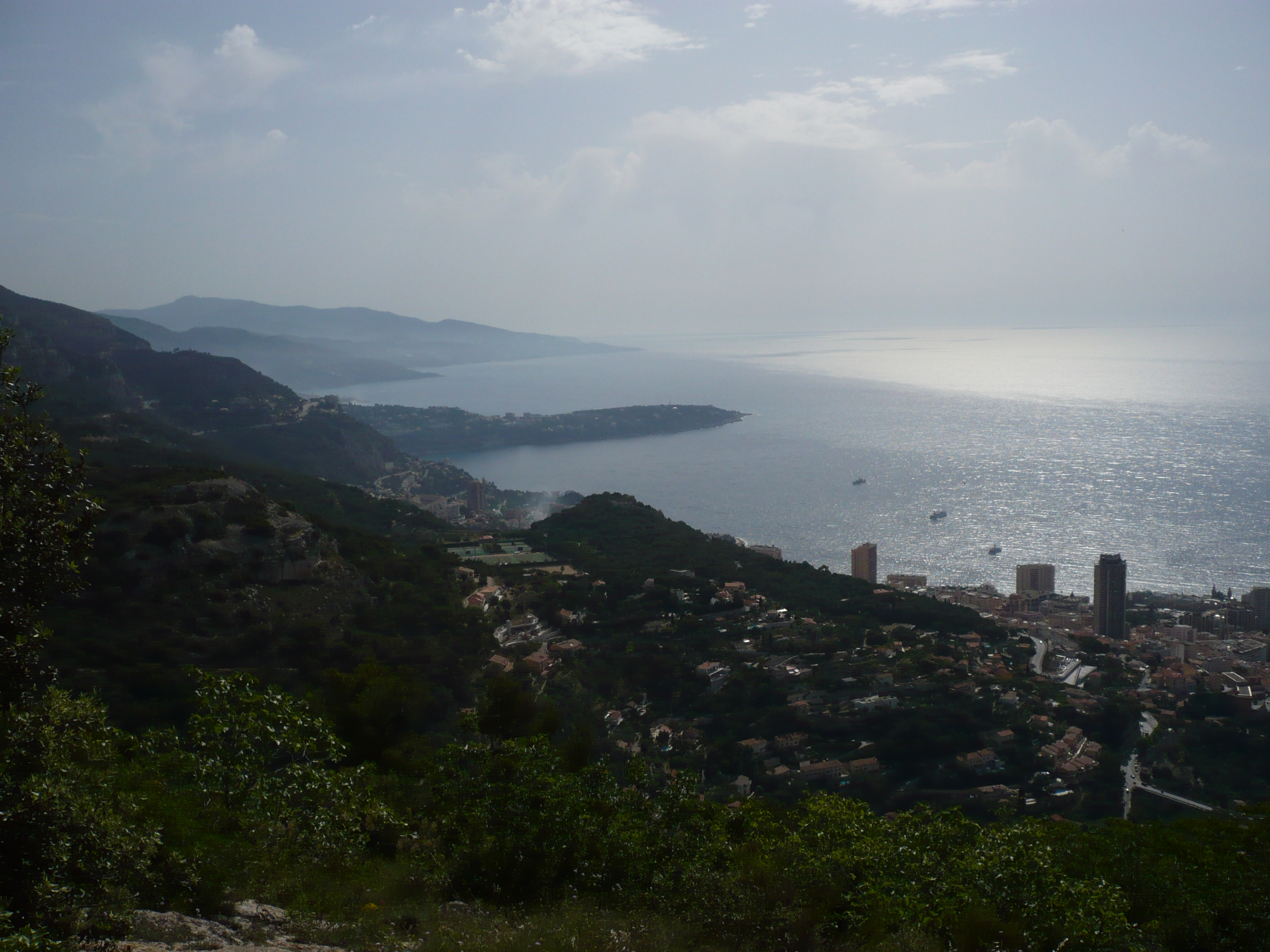
Côte d'Azur à La Turbie.

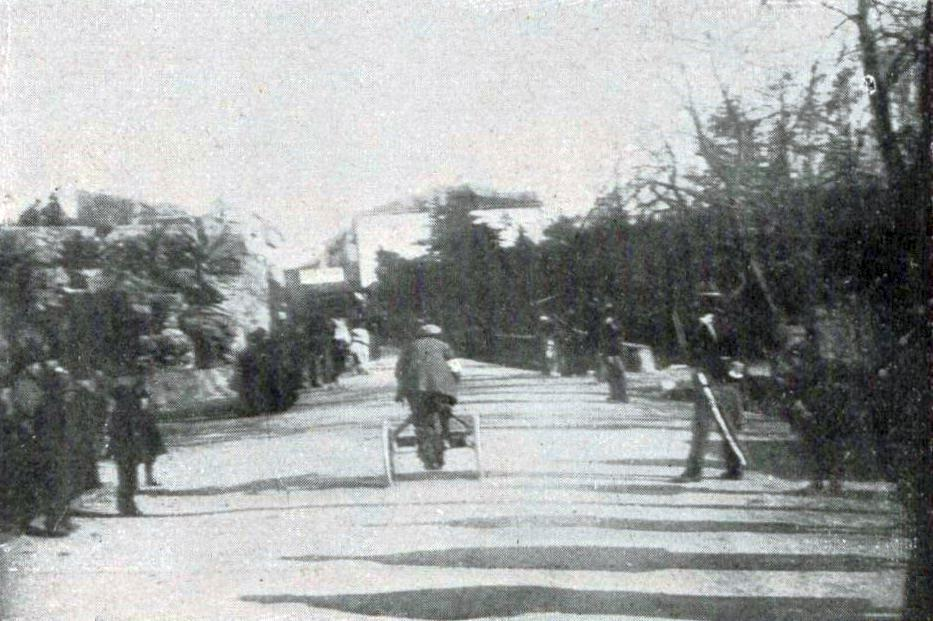
Rivière, sur le tricycle de Paul Chauchard lors de la première édition, le 31 janvier 1897.

## Histoire

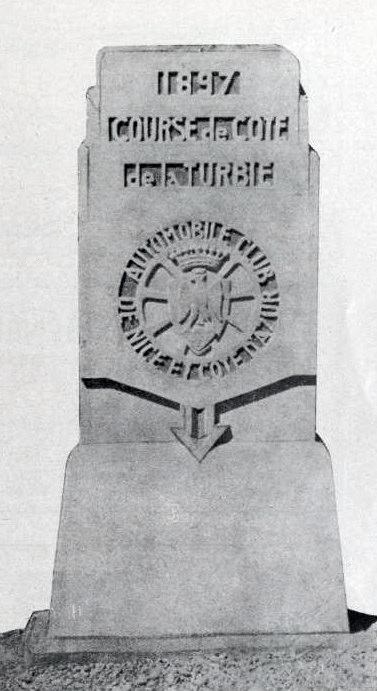
Borne de course, en mémoire de la première édition de 1897.

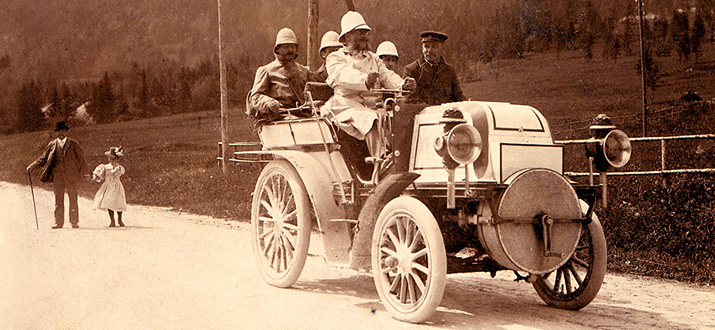
Emil Jellinek sur Mercedes 35hp.

Pinson, son épouse et son mécanicien, sur Panhard le 17 avril 1902 devant le café du Méridien.

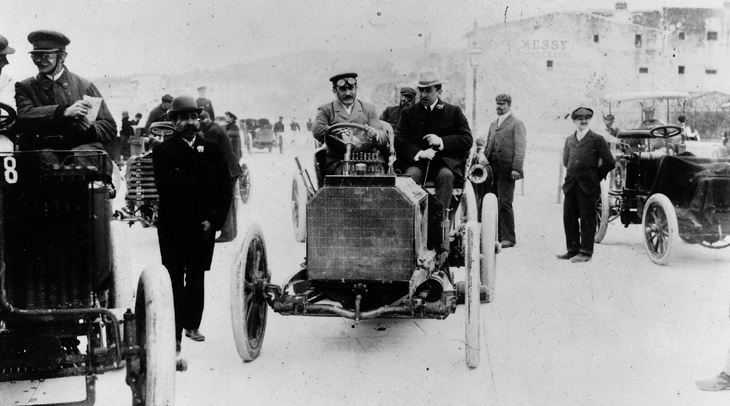
Albert Lemaître en 1902 sur Mercedes Simplex 40 hp, de la catégorie Racing Cars (< 1 000 kg).

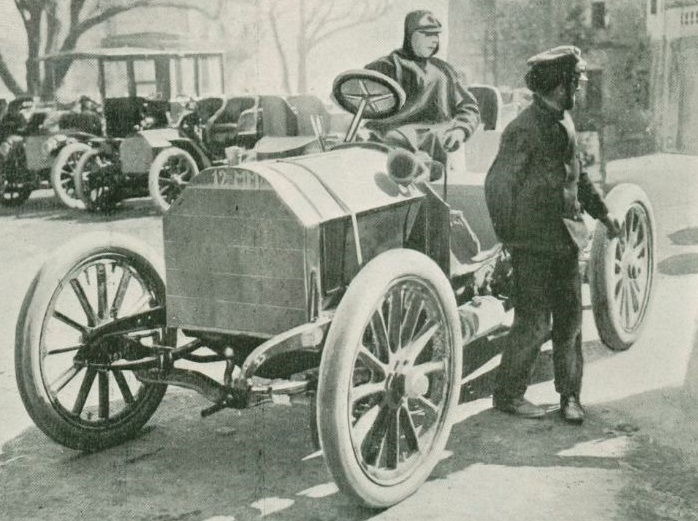
Otto Hieronimus, vainqueur à La Turbie en 1903 sur Spitz.

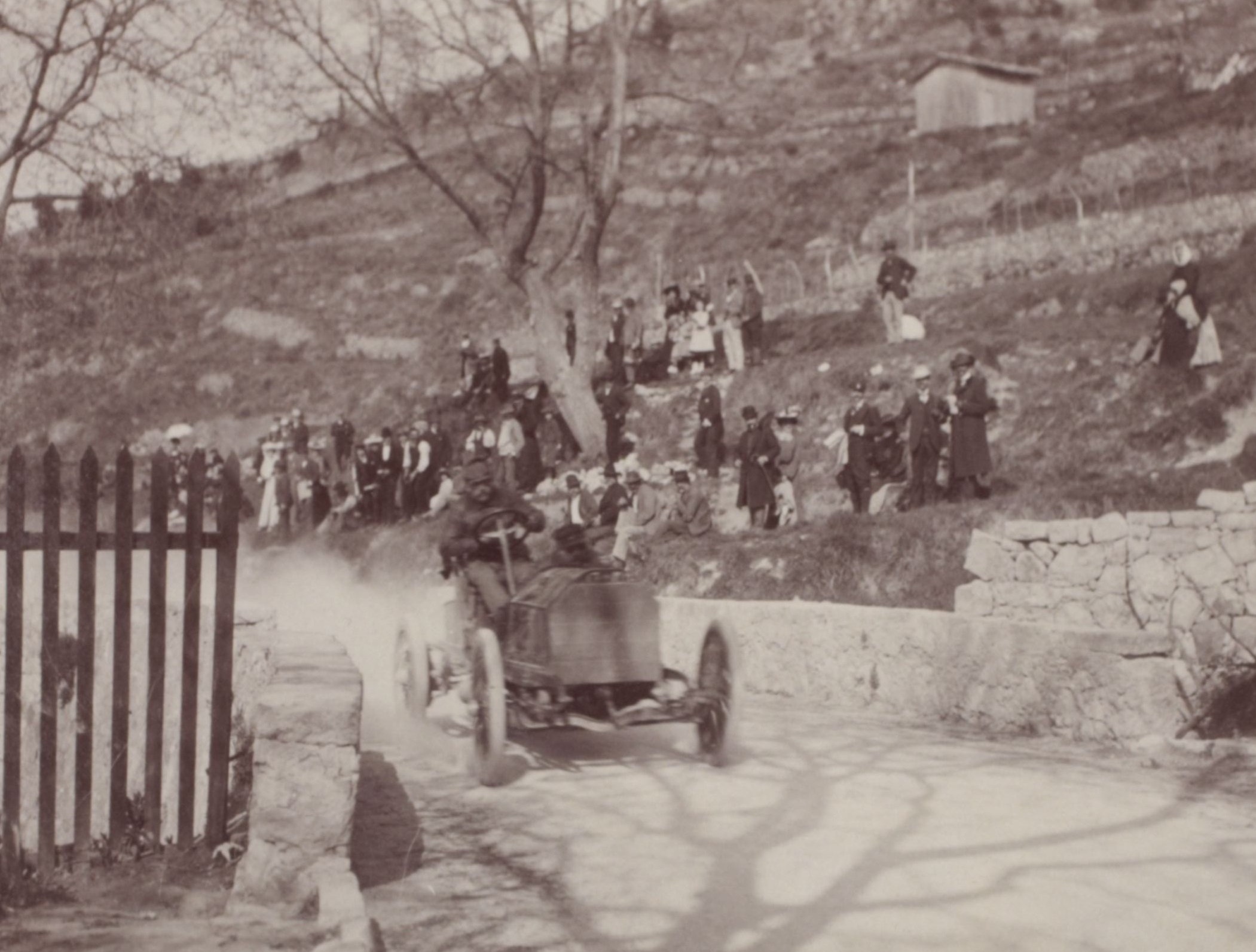
Wilhelm Werner, ici sur le trajet en 1903 (Mercedes).

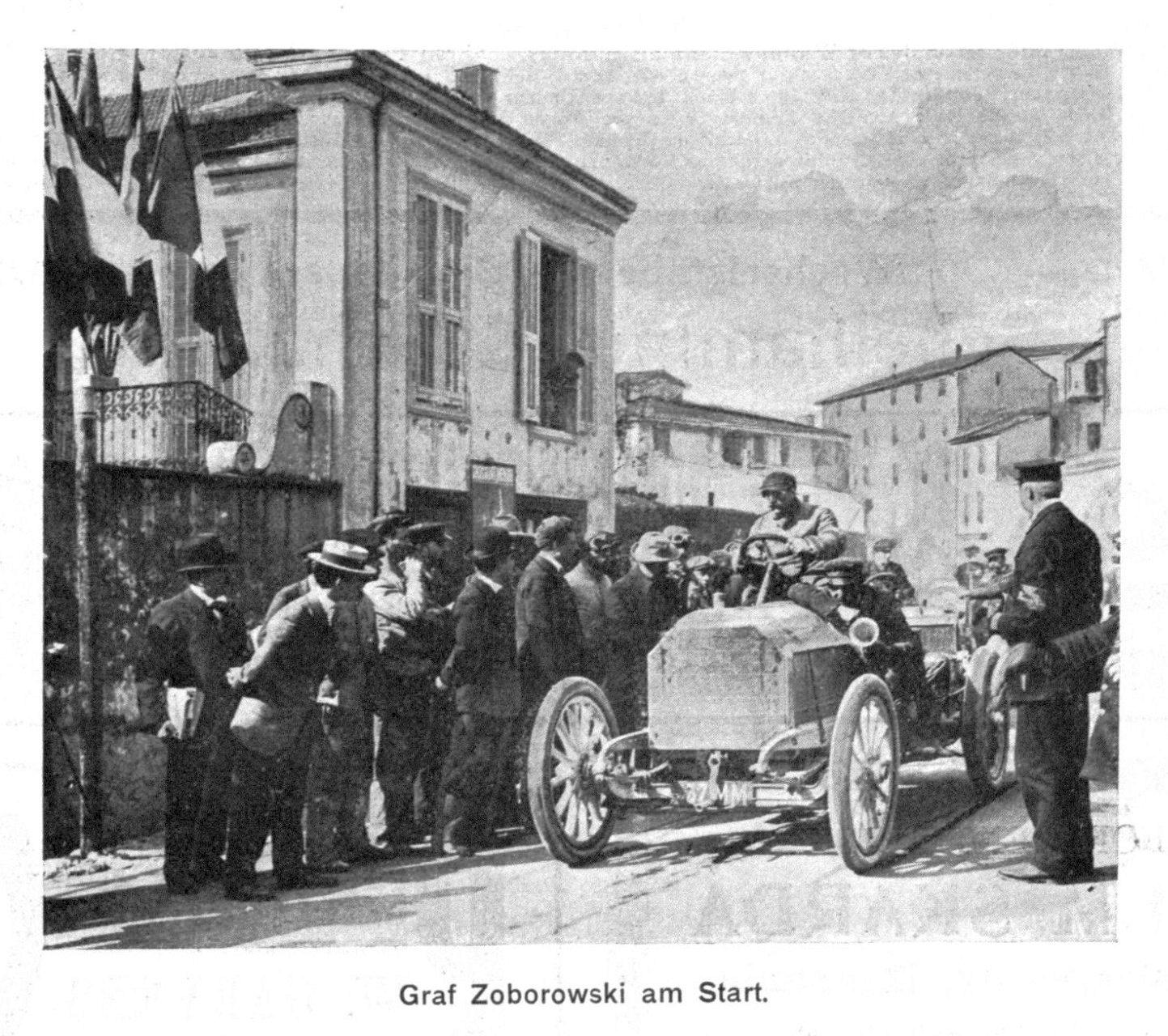
L'Américain Eliot Zborowski au départ de la course en 1903, devant décéder durant celle-ci (son mécanicien le marquis de Pollange lui ayant survécut).

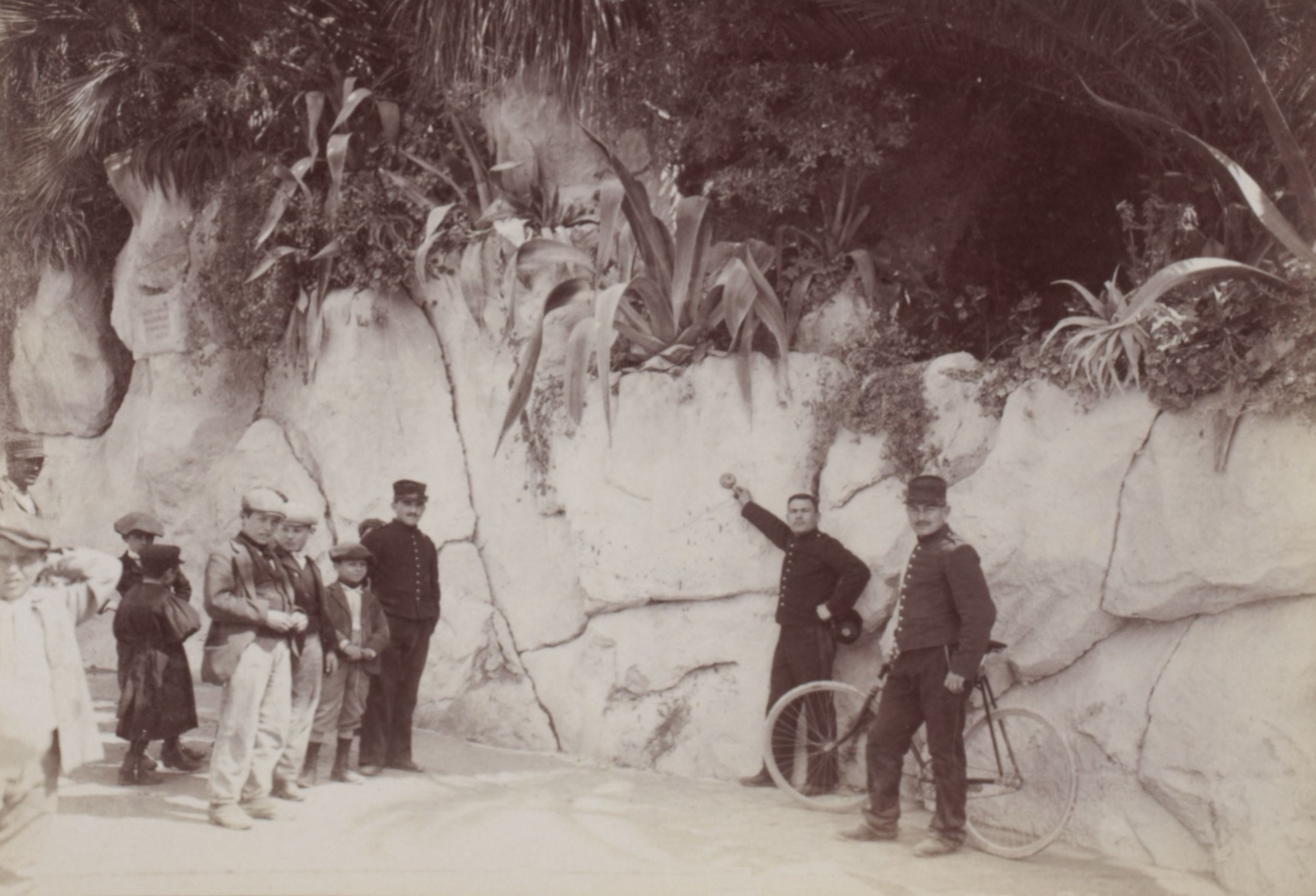
Lieu du crash fatal du comte Eliot Zborowski en 1903, et de Wilhelm Bauer en 1900.

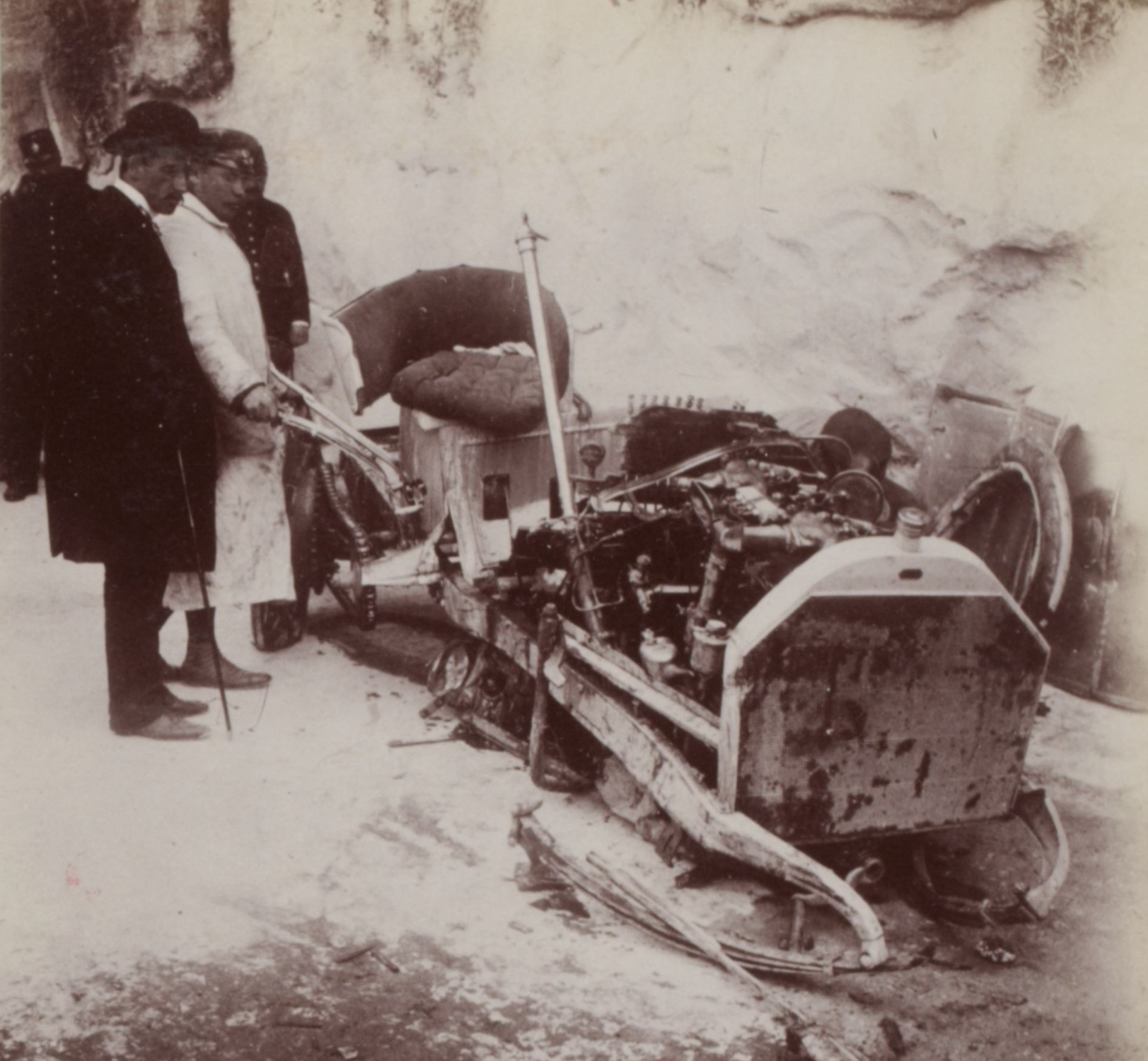
La Mercedes détruite de Zborowski.

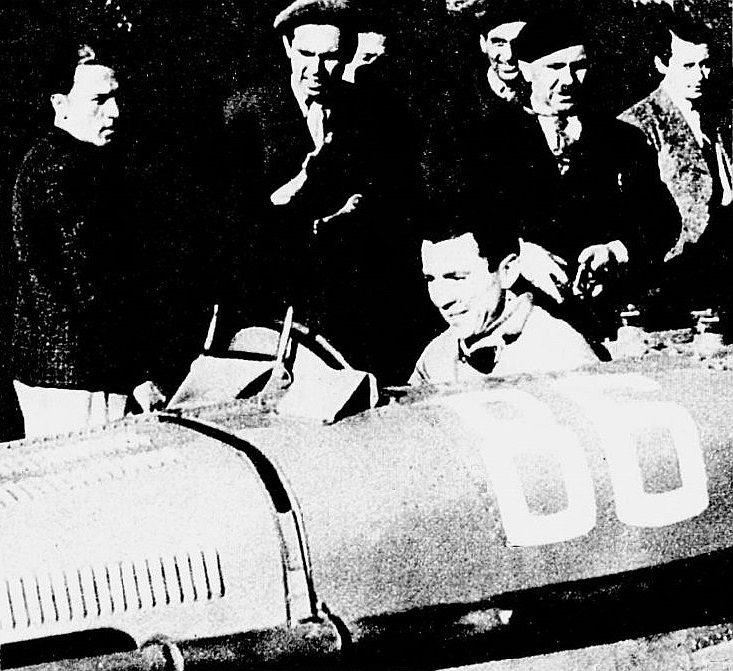
Victoire de Wimille en 1935 sur Bugatti 3.3 L.

Départ arrêté, elle est la plus ancienne course de montagne organisée au monde (la troisième étant celle de Chanteloup-les-Vignes un an plus tard, de 1 km 820 de longueur, et la seconde située à Charles River Park aux États-Unis, près de Boston (MA)).
En 1897, elle démarre du centre de Nice, passe par la Route de Gênes (devenue la Grande Corniche), puis devant l'observatoire du Mont-Gros pour se terminer à l'entrée de La Turbie, village situé à 450 mètres d'altitude et commune à la frontière de la principauté de Monaco. En 1909, son tracé est raccourci par mesures de sécurité, sur une distance de 6,3 km, depuis l'entrée de la Grande Corniche jusqu'à la Condamine à Villefranche-sur-Mer. En 1935, l'Automobile-Club de Nice et Côte-d'Azur fait poser deux bornes marquant le départ (boulevard Bischoffsheim à Nice) et l'arrivée (boulevard de la Condamine à Villefranche) de la célèbre course de côte.
En 1900, l'Allemand Wilhelm Bauer, un ancien chauffeur impérial autrefois, employé de Daimler et engagé pour l'occasion par le baron Henri de Rothschild (lui-même vainqueur à Chanteloup la même année), percute la falaise lors d'un accident qui lui est fatal. Trois ans plus tard le comte Eliot Zborowski meurt à son tour, son décès — instantané — entraînant l'arrêt de la compétition de 1904 à 1908. Entre ces deux courses marquées par des accidents mortels, le constructeur Mercedes impose sa loi avec Wilhelm Werner en 1901 devant Emil Jellinek sur des modèles 35HP, dont cinq exemplaires étaient encore engagés en une seule édition de 1902 — désormais sous la direction de Jellinek, tous placés à l'arrivée, Paul Meyan (alors directeur de l'Automobile Club de France) déclarant ainsi de fait : « Nous sommes entrés dans l'ère Mercedes ».
De 1921 à 1925 (sauf la première année) une épreuve de type cyclecars précède la course des voitures de tourisme et voitures de sport d'une semaine.
La Seconde Guerre mondiale a définitivement raison de l'épreuve, bien qu'une nouvelle édition soit prévue le 6 avril 1947.
Hans Stuck remporte l'épreuve à 5 reprises.

## Palmarès
| Année                                                            | Distance  | Vainqueur              | Ecurie                                 | Meilleur Temps |
| ---------------------------------------------------------------- | --------- | ---------------------- | -------------------------------------- | -------------- |
| 1897 (3e étape de la course automobile Marseille-Nice-La Turbie) | 16,6 km   | André Michelin         | Break-Vapeur De Dion 15 hp (sur pneus) | 31 min 50 s    |
| 1899                                                             | 16,19 km  | Albert Lemaître        | Peugeot 17 hp                          | 24 min 23 s    |
| 1900 (sport)                                                     | 16,6 km   | Alfred Levegh          | Mors 28 hp                             | 19 min 02 s    |
| 1900 (tourisme)                                                  | 19,6 km   | E.T. Stead             | Phoenix-Daimler                        | 32 min         |
| 1901                                                             | 15,5 km   | Wilhelm Werner         | Mercedes 35 hp                         | 18 min 06 s 8  |
| 1902                                                             | 15,5 km   | E.T. Stead             | Mercedes Simplex 40 hp                 | 16 min 37 s 6  |
| 1903                                                             | 15,5 km   | Otto Hieronimus        | Spitz                                  | 14 min 26 s 8  |
| 1904-1908                                                        | Non couru | Non couru              | Non couru                              | Non couru      |
| 1909                                                             | 6,3 km    | Otto Lindpaintner (de) | Sizaire-Naudin                         | 6 min 00 s 4   |
| 1910-1919                                                        | Non couru | Non couru              | Non couru                              | Non couru      |
| 1920                                                             | 6,3 km    | Major Empson           | A.V.                                   | 11 min 48 s 2  |
| 1921 (lors de la course Paris-Nice)                              | 6,3 km    | André Darmont          | Morgan 1.1-Litre                       | 9 min 02 s 2   |
| 1922                                                             | 6,3 km    | Jean Mabille           | Bugatti 1.5 L.                         | 6 min 24 s 4   |
| 1923                                                             | 6,3 km    | René Thomas            | Delage 5.15 L. 6 cylindres             | 4 min 38 s 4   |
| 1924                                                             | 6,3 km    | Albert Divo            | Delage 5,2 L. 6 cylindres              | 4 min 20 s 8   |
| 1925                                                             | 6,3 km    | Robert Benoist         | Delage 5,9 L. DJ Sport                 | 4 min 38 s 6   |
| 1926                                                             | 6,3 km    | Louis Chiron           | Bugatti 1,5 L.                         | 5 min 01 s 2   |
| 1927                                                             | 6,3 km    | Edmond Bourlier        | Delage 2LCV 12 cylindres               | 4 min 45 s 8   |
| 1928                                                             | 6,3 km    | Louis Chiron           | Bugatti 2,0 L.                         | 4 min 21 s 8   |
| 1929                                                             | 6,3 km    | Hans Stuck             | Austro-Daimler ADR 3.0 L.              | 4 min 09 s 8   |
| 1930                                                             | 6,3 km    | René Dreyfus           | Bugatti T35B                           | 3 min 53 s 6   |
| 1931                                                             | 6,3 km    | Aristide Lumachi       | Bugatti 4942                           | 4 min 08 s 4   |
| 1932                                                             | 6,3 km    | Jean-Pierre Wimille    | Bugatti T54                            | 3 min 52 s 6   |
| 1933                                                             | 6,3 km    | Jean-Pierre Wimille    | Alfa Romeo 8C 2300                     | 3 min 53 s 6   |
| 1934                                                             | 6,3 km    | René Dreyfus           | Bugatti T53 (4WD)                      | 3 min 45 s 4   |
| 1935                                                             | 6,3 km    | Jean-Pierre Wimille    | Bugatti 3.3 L.                         | 3 min 43 s 1   |
| 1936                                                             | 6,3 km    | Hans Stuck             | Auto Union V16 Type C/D                | 3 min 39 s 8   |
| 1937                                                             | 6,3 km    | Hans Stuck             | Auto Union                             | 3 min 31 s 6   |
| 1938                                                             | 6,3 km    | Hans Stuck             | Auto Union                             | 3 min 30 s 2   |
| 1939                                                             | 6,3 km    | Hans Stuck             | Auto Union                             | 3 min 28 s 2   |
| 1940-1946                                                        | Non couru | Non couru              | Non couru                              | Non couru      |
| 1947                                                             | ?         | ?                      | ?                                      | ?              |

(nb : en 1897, la victoire est disputée avec le marquis Gaston de Chasseloup-Laubat (2e), et avec Pary)

### Liens externes

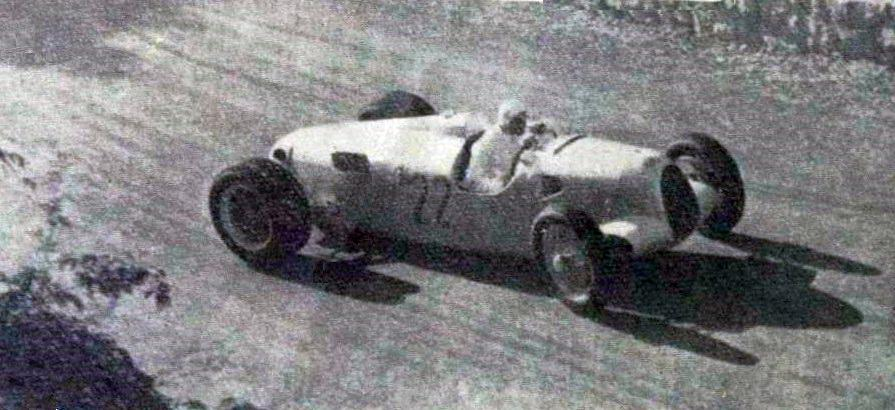
Hans Stuck à la côte de La Turbie 1938 (trophée d'Auguste).

### Épreuves cyclecars
| Année                    | Distance | Vainqueur    | Ecurie                  | Temps        |
| ------------------------ | -------- | ------------ | ----------------------- | ------------ |
| 1921 (course Paris-Nice) | 8 km     | Marcel Vidal | Morgan 1.1 L.           | 8 min 35 s 0 |
| 1922                     | 7,975 km | Agnéro       | Morgan 1.5 L.           | 7 min 27 s   |
| 1923                     | 7,975 km | André Morel  | Amilcar 1.1 L. 2 places | 6 min 59 s   |
| 1924                     | 7,975 km | André Morel  | Amilcar 1.1 L. 2 places | 6 min 54 s 4 |
| 1925                     | 7,92 km  | Agnéro       | Morgan 1.1 L.           | 7 min 19 s 6 |